# Kuldeep Manak
Kuldeep Manak (Punjabi: ਕੁਲਦੀਪ ਮਾਣਕ) (n. 15 de noviembre de 1951 - 30 de noviembre de 2011) fue un cantante y político indio, intérprete de la música Punjab. Fue conocido por interpretar un género poco común de la música tradicional de Punjabi, Kali, también conocido por su forma plural como Kalian o Kaliyan. En la década de los años 1970 y principios de los años 1980, Manak fue considerado generalmente como el mejor intérprete Punjabi en el mundo. Su voz aguda y de tono fuerte era único e instante.

## Biografía
Manak nació el 15 de noviembre de 1951, en Nikka Khan, un pueblo de Jalal, en el distrito de Bathinda de Punjab. Completó su matrícula de la escuela de una aldea, donde fue un jugador de hockey. Tenía una inclinación hacia la música a una edad muy temprana y estaba constantemente persuadido por incursionar en el escenario. En su carrera se convirtió en el Baadshah de Kaliyan. Tenía letras escritas por escritores famosos como Debi Maksoospuri, Dev. Threekewala y Jandu Litranwala. Sus canciones más conocidas fueron; gadeya millade sohne yaar, tere tille tonelada y dulleya ve Tokra. Manak aprendió los métodos musicales y estaba en competencia directa con Shinda Surinder.

## Carrera
Manak aprendió música bajo su gurú, Ustad Khushi Muhammad Qawwal de Firozpur. Siguió su carrera como cantante y comenzó a interpretar con el dúo Harcharan Grewal & Seema. Cuando llegaron a Delhi, un funcionario de la compañía de música, le pidió a Manak que grabara una canción titulada "jija akhian na Maar", para una película titulada "kall di kurhi" (escrito por Babu Singh Maan Mararawala) junto con Seema. En 1968, a la edad de 17 años, se le dio la oportunidad de grabar una canción con Seema. Su primer disco cuenta con esta canción, junto con otros temas musicales como mittra karaa laung, machhli paunge maape (escrito por Gurdev Singh Maan). Este disco fue un gran éxito.
Más adelante, en una oficina en Bathinda, comenzó a trabajar con el escritor Dilip Singh Sidhu de Kanakwal, pero no se quedó allí por mucho tiempo y regresó a Ludhiana. La primera canción popular interpretada por Manak fue "maa Mirze di boldi", seguido por "nu maut ohne maarian waajan". 
El escritor y letrista, Hardev Dilgir (también conocido como Dev. Threekewala), apreció el talento de Manak en una de sus presentaciones en vivo y escribieron muchas obras conocidas como Lok Gathavan (en inglés: cuentos populares antiguos).

## Fallecimiento
Manak falleció a causa de una neumonía el 30 de noviembre de 2011 en  Ludhiāna, India